# Behind the Mask: The Rise of Leslie Vernon
Behind the Mask: The Rise of Leslie Vernon – amerykański film fabularny (hybryda horroru, thrillera i czarnej komedii) stylizowany na paradokument. Film wydano w 2006 roku, jest slasherem obśmiewającym formułę tego podgatunku.
Film był sukcesem artystycznym i uzyskał kilka prestiżowych wyróżnień, lecz poniósł porażkę komercyjną, nie odnosząc tryumfu w kinach.

## Opis fabuły
Dziennikarka telewizyjna Taylor Gentry oraz dwóch kamerzystów, Doug i Todd, przybywają do sennego, prowincjonalnego miasteczka Glen Echo, które − jak twierdzi Taylor − niczym nie różni się od terenów działań seryjnych morderców Jasona Voorheesa, Freddy'ego Kruegera i Michaela Myersa (wymienionych w filmie jako realnie działający kryminaliści). Trio nawiązuje współpracę z Lesliem Vernonem, miejscowym psychopatą oraz zabójcą działającym według zasad, jakimi kierują się bohaterowie najpopularniejszych horrorów z podgatunku slasher. Ekipa śledzi przygotowania Vernona do kolejnych zbrodni oraz poznaje jego potencjalne ofiary, a wszystkie poczynania mordercy śledzone są przez kamery.

## Obsada
- Nathan Baesel − Leslie Vernon/Leslie Mancuso
- Angela Goethals − Taylor Gentry
- Robert Englund − Doc Halloran
- Scott Wilson − Eugene
- Zelda Rubinstein − pani Collinwood, bibliotekarka
- Bridgett Newton − Jamie
- Kate Lang Johnson − Kelly
- Ben Pace − Doug
- Britain Spellings − Todd
- Hart Turner − Shane
- Krissy Carlson − Lauren
- Travis Zariwny − dr. Meuller
- Teo Gomez − „naćpany koleś”
- Matt Bolt − „nieco bardziej naćpany koleś”
- Anthony Forsyth − chłopak przebity widłami
- Jenafer Brown − dziewica ze szkoły średniej
- Kane Hodder − mężczyzna przeprowadzający autopsję/mieszkaniec ulicy Wiązów

## Nagrody i wyróżnienia
- 2006, Toronto After Dark Film Festival:
  - Nagroda Audiencji w kategorii najlepszy film fabularny (nagrodzony: Scott Glosserman)
- 2006, Sitges − Catalonian International Film Festival:
  - nagroda Carnet Jove − Special Mention w kategorii Midnight X-Treme (Scott Glosserman)
- 2006, Gen Art Film Festival:
  - Nagroda Audiencji (Scott Glosserman)

## Sequel
Twórca zapowiedział sequel pod tytułem Before the Mask: The Return of Leslie Vernon (B4TM). Akcja filmu ma się dziać przed wydarzeniami z Behind the Mask. Więc faktycznie będzie to prequel. Zorganizowano nieudaną zbiórkę na Kickstarterze, mimo to twórcy się nie podali i dalej dopracowują scenariusz.